# Брестов (Прешов)
Брестов (слч. Brestov) насељено је мјесто са административним статусом сеоске општине (слч. obec) у округу Прешов, у Прешовском крају, Словачка Република.

## Становништво
| Година:    | 1994. | 2004.   | 2014.   | 2024.   |
| ---------- | ----- | ------- | ------- | ------- |
| Број људи: | 479   | 454     | 449     | 461     |
| Разлика:   |       | -5,21 % | -1,10 % | +2,67 % |

| Година:    | 2023. | 2024. |
| ---------- | ----- | ----- |
| Број људи: | 461   | 461   |
| Разлика:   |       | +0 %  |

Према подацима о броју становника из 2024. године насеље је имало 461 становника.